# سودان جنوبی
سودان جنوبی (به انگلیسی: South Sudan)، با نام رسمی جمهوری سودان جنوبی (به انگلیسی: Republic of South Sudan)، کشوری در آفریقاست که در ۹ ژوئیه ۲۰۱۱ میلادی برابر با ۱۸ تیر ۱۳۹۰ هجری خورشیدی از سودان استقلال یافت و سازمان ملل متحد استقلال سودان جنوبی را به رسمیت شناخت.
مرکز این کشور شهر جوبا است و رهبری سیاسی این کشور را در حال حاضر سالواکی‌یر مایاردیت به عهده دارد.
افزون بر منابع ثروت زیرزمینی مانند نفت، وجود رود نیل موجب اهمیت سودان به خصوص سودان جنوبی است. سودان جنوبی به لحاظ منابع جنگلی هم دارای اهمیت است. بر اساس برخی برآوردها بیش از ۶۸ درصد از ذخایر شناخته شدهٔ نفت سودان، در سودان جنوبی قرار دارد، برخی از برآوردها نیز این رقم را ۸۰ درصد تخمین زده‌اند.

## تاریخ
مناقشهٔ میان شمال و جنوب از سال ۱۹۵۵ میلادی تا سال ۲۰۰۵ میلادی، منجر به دو جنگ داخلی و جان‌باختن دست‌کم ۲ میلیون نفر شده است.
ریشهٔ این جدایی به جنگ‌های داخلی سودان بازمی‌گردد. جنگ‌های داخلی سودان تنها مربوط به دوران جدید سودان (روی کار آمدن صادق المهدی و عمر البشیر) نمی‌شود و این جنگ‌ها در زمان جعفر نمیری آغاز شد. پس از سرنگونی نمیری و استمرار جنگ داخلی، عمر البشیر در سال ۲۰۰۵ زیر فشارهای ناشی از جنگ و فشارهای بین‌المللی به قرارداد صلحی با شورشیان جنوب تن در داد.
دولت سودان بر طبق توافق‌نامهٔ صلحی که در ۹ ژانویهٔ ۲۰۰۵ در کنیا امضا شد و به جنگ داخلی دوم سودان پایان داد، به بخش جنوبی سودان این حق داده شد که بین اتحاد با بخش شمالی یا استقلال کامل از آن، یکی را انتخاب کند. بر اساس این توافقنامه قرار شد در ژانویه ۲۰۱۱ یک همه‌پرسی برای تعیین تکلیف قسمت جنوبی برگزار شود.

### تشکیل رسمی کشور سودان جنوبی

نقشهٔ کشور سودان سابق، پیش از تجزیهٔ سودان جنوبی (ناحیهٔ آبی رنگ جنوبی)

استقلال کشور سودان جنوبی در ساعت ۲۱:۰۰ روز شنبه ۱۸ تیر ۱۳۹۰ (۸ ژوئیه ۲۰۱۱) به‌طور رسمی اعلام شد. در ۹ ژانویه ۲۰۱۱ مردم جنوب سودان برای شرکت در یک همه‌پرسی دربارهٔ استقلال از بخش شمالی این کشور، به پای صندوق‌های رای رفتند. نتیجهٔ همه‌پرسی به نفع استقلال جنوب سودان شد، کشور جدید آفریقایی روز نهم ژوئیهٔ ۲۰۱۱، یعنی درست شش سال پس از معاهدهٔ صلح، تأسیس، و (سالوا کیر مایارادیت) رئیس‌جمهور آن کشور مستقل شد. با پذیرش این همه‌پرسی از سوی کشور مادر، جمهوری سودان جنوبی به عنوان پنجاه و پنجمین کشور در قاره آفریقا، یکصد و نود و ششمین کشور جهان و یکصد و نود و سومین کشور عضو سازمان ملل زاده شد. 

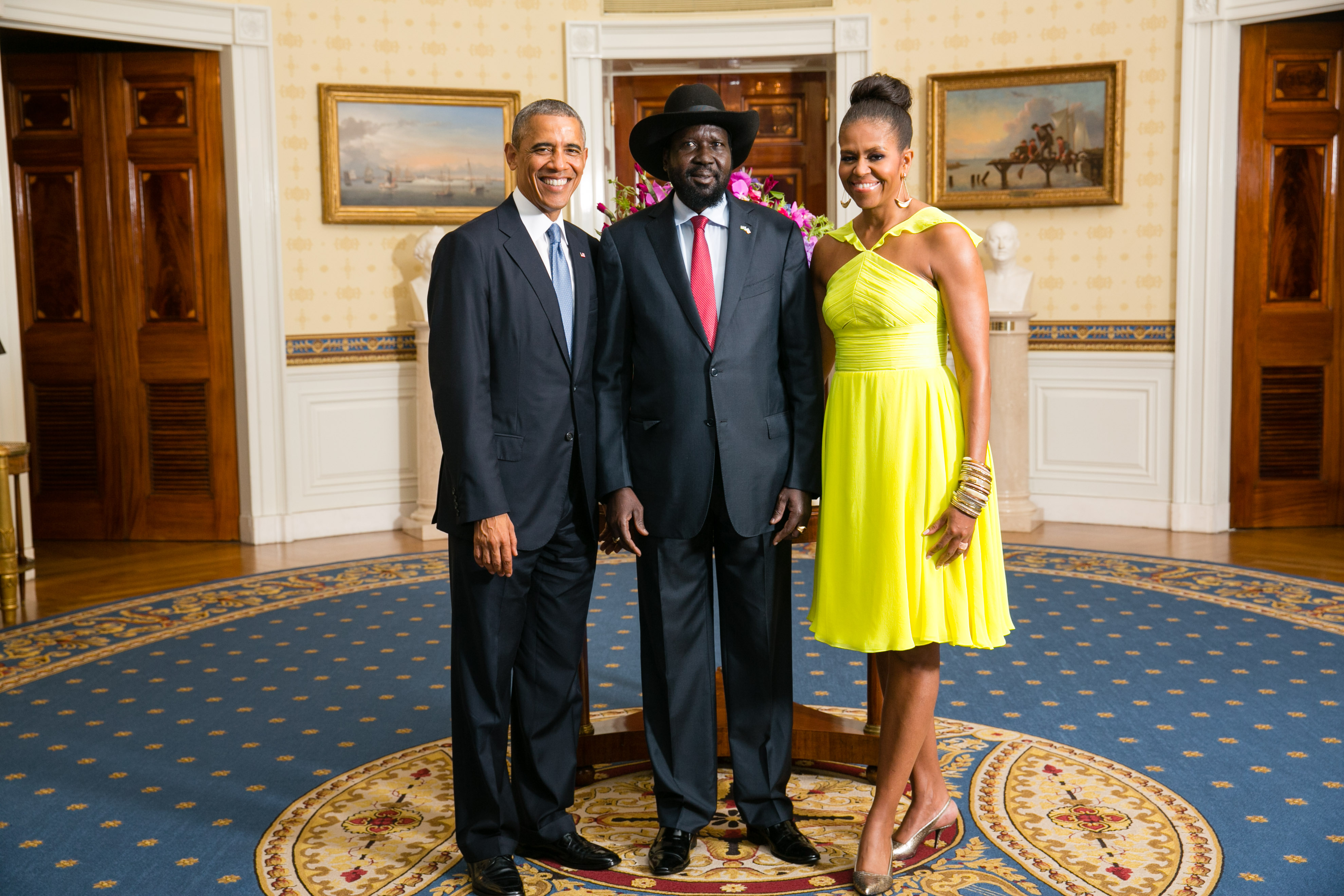
سالوا کیر مایاردیت رئیس‌جمهور سودان جنوبی کنار باراک و میشل اوباما

به دنبال اعلام رسمی تشکیل کشور سودان جنوبی هزاران نفر در خیابان‌های جوبا پایتخت این کشور به شادمانی پرداختند.سالواکی‌یر مایاردیت رئیس‌جمهور کشور سودان جنوبی است. سودان جنوبی نیز مانند هر کشور تازه استقلال یافته‌ای با مشکلات امنیتی، اقتصادی و اجتماعی دست و پنجه نرم می‌کند. فقدان زیرساخت‌های لازم برای توسعه، ناکارآمدی سامانه اداری به دلیل کمبود نیروی انسانی تحصیل‌کرده، ادامه اختلافات با شمال در مورد مرزها به‌ویژه در مناطق نفتی، وجود گروه‌های مسلّح شورشی که از جانب شمال حمایت می‌شوند از مشکلاتی است که سودان جنوبی با آن روبرو است.

## جغرافیا
سودان جنوبی کشوری است نزدیک به خط استوا و گرمسیر که همسایه‌های آن از شرق اتیوپی، از شمال جمهوری سودان، از جنوب کنیا، اوگاندا و جمهوری دموکراتیک کنگو و از غرب جمهوری آفریقای مرکزی می‌باشد.
این کشور هیچ گونه دسترسی به آبهای آزاد ندارد و محصور در خشکی است.

### تقسیمات کشوری
ایالت‌های ۱۰گانه سودان جنوبی عبارتند از:
- استوائیه شرقی - کبویتا
- استوائیه وسطی (نام قدیم: بحرالجبل) - جوبا
- استوائیه غربی - یامبیو
- جونقلی - بور
- نیل بالا - ملکال
- واراب - واراب
- دریاچه‌ها - رمبیک
- وحدت - بانتیو
- بحرالغزال شمالی - اویل
- بحرالغزال غربی - واو.[۱۷]

دراواخر سال ۲۰۱۳ میلادی ری یک ماچار معاون اول رئیس‌جمهور سالوا کی‌یر تلاش خود را بر کودتایی نظامی انجام داد اما این کودتا توسط رئیس‌جمهوری خنثی شد ولی حدوداً سیصد هزار نفر کشته و آواره بر جای گذاشت.

## جمعیت
این کشور ۱۱٬۱۸۰٬۰۰۰ نفر جمعیّت دارد که ۸۵ درصد اهالی آن زیر خط فقر زندگی می‌کنند.
ویرجینیا گامبا. گزارشگر ویژه سازمان ملل متحد در مورد کودکان و نبردهای مسلحانه در بازدیدش از سودان جنوبی در آوریل ۲۰۱۷ گفت نیمی از ساکنان سودان جنوبی زیر ۱۸ سال هستند.
۲۴٫۶٪ از جمعیت ساکن مناطق شهری هستند.
میانگین سنی مردم این کشور ۱۹ سال است. امید به زندگی برای مردان ۵۷٫۲ و برای زنان ۶۰٫۳ سال است.
| شهر           | جمعیت(۲۰۲۰) |
| ------------- | ----------- |
| جوبا (پایتخت) | ۴۵۰٬۰۰۰     |
| وینجوک        | ۳۰۰٬۰۰۰     |
| مالاکال       | ۱۶۰٬۰۰۰     |
| وآاو          | ۱۲۷٬۰۰۰     |
| پاجوک         | ۴۹٬۰۰۰      |

## مذهب
بیشتر مردم سودان جنوبی مسیحی یا پیرو ادیان کهن قبیله‌ای هستند. درمناطق شمال این کشور مسلمانان زندگی می‌کنند که حدود ۲۰ درصد از جمعیت را تشکیل می‌دهند.

## اقتصاد
جنوب سودان سرشار از منابع نفتی است. و مهم‌ترین صادرات آن نفت خام است. اقتصاد سودان جنوبی افزون بر ۹۵ درصد به درآمدهای نفتی متکی است.
این منطقه، یکی از فقیرترین مناطق جنگ‌زده جهان محسوب می‌شود که به دلیل سال‌ها نزاع، تبعیض و درگیری‌های قبیله‌ای با دولت مرکزی سودان به ویرانی کشیده شده است.